# Schaltverteiler
Schaltverteiler sind Vermittlungssysteme in der Telekommunikation, die bei großen Leitungslängen zwischen dem Hauptverteiler und den Kabelverzweigern errichtet werden.
Sie dienen dem Zugang von alternativen Telekommunikationsnetzbetreibern zum Netz der Deutschen Telekom AG und ermöglichen diesen, Endkunden eine Breitbandverbindung anbieten zu können, ohne jeden Kabelverzweiger einzeln anbinden zu müssen. Durch eine Anordnung der Bundesnetzagentur wurde die Deutsche Telekom im März 2009 verpflichtet, unter bestimmten Umständen Schaltverteiler zu errichten. Diese wurden im Juli 2014 angepasst; eine Verpflichtung zur Errichtung von Schaltverteilern besteht danach, wenn im Versorgungsgebiet ansonsten mehr als die Hälfte der Anschlüsse nicht mit mindestens 30 MBit/s angebunden werden können.